# Inside the Lines (film 1918)
Inside the Lines è un film muto del 1918 diretto da David Hartford. La sceneggiatura si basa sull'omonimo lavoro teatrale di Earl Derr Biggers che era andato in scena al Longacre Theatre di Broadway dal 9 febbraio al 19 maggio 1915.

## Trama
Durante la prima guerra mondiale, a una spia, conosciuta sotto il nome di "1932" viene affidata dal comando tedesco una pericolosa missione che lo dovrà portare fino a Gibilterra, dove si trova ancorata la squadra navale britannica. Prima della partenza, "1932" salva Jane Garson, una giovane americana, da una falsa accusa di spionaggio. L'agente si innamora di lei, ma deve proseguire la sua missione. Parte quindi per l'Egitto, dove si assicura abiti e identità come capitano Woodehouse, un agente britannico. Giunto a Gibilterra, il governatore comincia a sospettare di lui, messo sull'avviso da un altro agente, l'inglese Billy Capper e da Jane, una dei suoi ospiti. Si scoprirà che l'autentica spia tedesca è, in realtà, Jaimihr, un domestico turco al servizio dello stesso governatore. Mentre "1932" si fa identificare come il capitano Cavendish del British Intelligence Bureau. L'inglese, adesso, è libero di dedicare le sue attenzioni alla donna amata.

## Produzione
Il film fu la prima produzione della Delcah Photoplays Inc. Riviste dell'epoca riportano la notizia che la pellicola fu prodotta dalla Pyramid Film Corporation.

## Distribuzione
La World Film acquistò i diritti di distribuzione del film che uscì nelle sale cinematografiche statunitensi il 26 agosto 1918.
Copia completa della pellicola si trova conservata negli archivi del National Film and Television Archive of the British Film Institute di Londra.